# 森赖斯 (佛罗里达州)
森赖斯（英語：Sunrise），是美国佛罗里达州布勞沃德縣下属的一座城市。建立于1961年。面积约为47.7平方公里（约合18.4平方英里）。根据2010年美国人口普查，该市有人口84,439人。论人口在本州排行第26。